# Heath (músico)
Hiroshi Morie (森江博, Morie Hiroshi) (22 de janeiro de 1968 – 29 de outubro de 2023) conhecido pelo nome artístico Heath, foi um músico e compositor japonês, mais conhecido por ser baixista da banda X Japan a partir de 1992. Quando eles se separaram em 1997, o baixista se concentrou em sua carreira solo e depois fundou a banda Dope HEADz, ativa de 2000 a 2003. X Japan se reuniu em 2007, e Heath continuou no grupo até sua morte em 2023.
O músico usava baixos Fernandes; seu modelo exclusivo era o FJB-115H.

## Carreira

### 1986–2006: Primeiras bandas, X Japan e solo

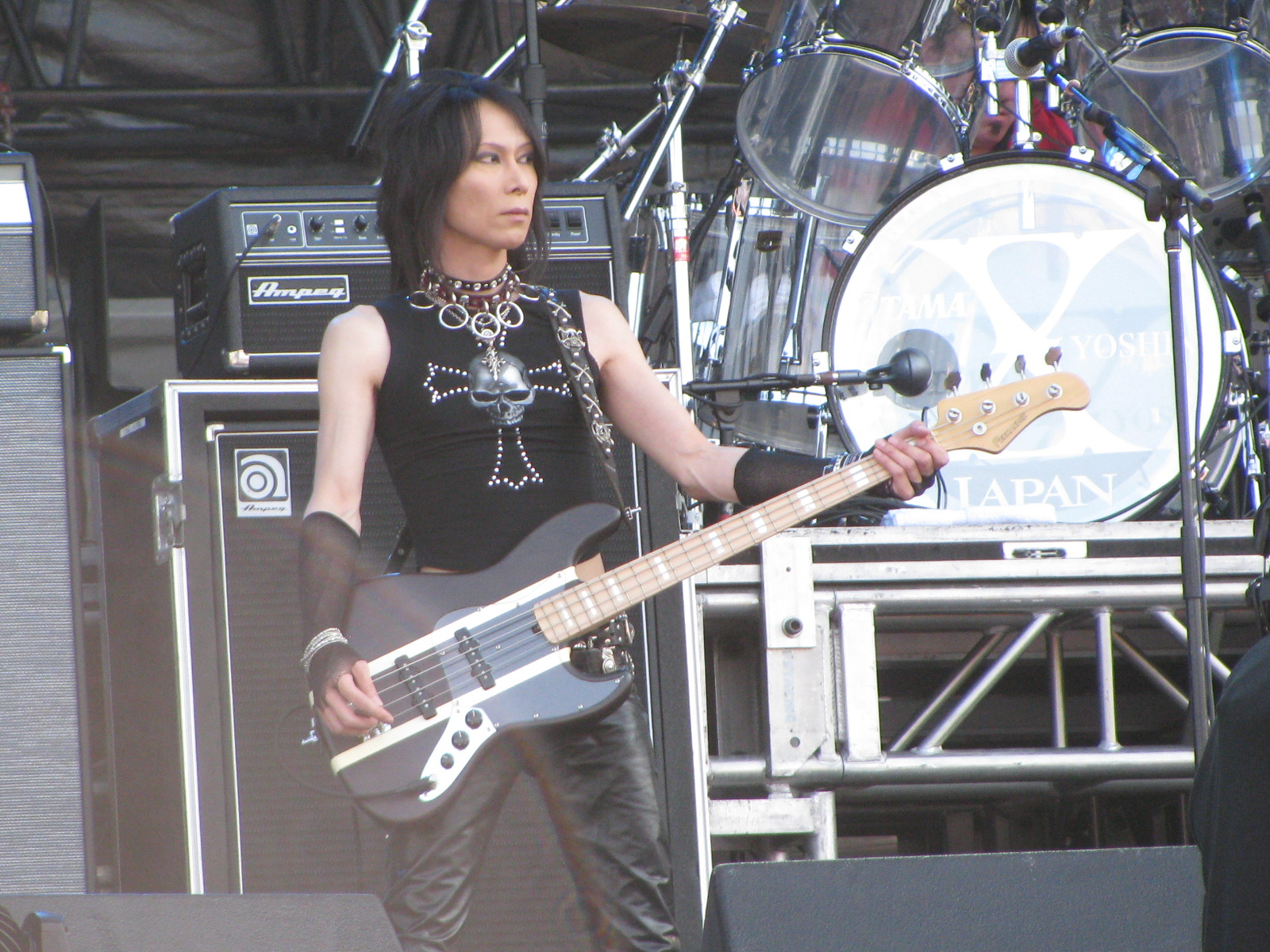
Heath com o X Japan no Lollapalooza em Chicago, 2010.

Uma das primeiras bandas de Heath foi o grupo de heavy metal Paranoia, formado na sua cidade natal, Amagasaki. Ele deixou a banda em 1988 e tocou em outra banda até se mudar para Tóquio em 1990, procurando mais oportunidades. Um amigo em comum de hide o apresentou ao grupo X Japan e ele compareceu ao show deles no Nippon Budokan e conheceu os membros depois do show. Em 1991, ele participou do festival da Extasy Records Extasy Summit e foi convidado por hide a gravar com o X Japan, após a saída do baixista anterior Taiji Sawada. No ano seguinte, foi anunciado que Heath se juntaria a banda em uma conferência de imprensa em Nova Iorque. Seu primeiro show com eles foi o Extasy Summit de outubro de 1992 e o no ano seguinte eles lançaram Art of Life, que liderou a parada da Oricon. Porém, naquele ano os membros do X Japan fizeram uma pausa para iniciar projetos solo. Dahlia, que se tornaria o último álbum da banda, foi lançado em 4 de novembro de 1996 e, mais uma vez, alcançou o primeiro lugar. Em setembro de 1997, foi anunciado que o X Japan se separaria. Eles realizaram seu show de despedida, apropriadamente intitulado "The Last Live", no Tokyo Dome em 31 de dezembro de 1997.
Heath iniciou carreira solo em 1995, e em 1996 lançou o single "Meikyuu no Lovers" que foi usado como tema de encerramento do anime Detetive Conan e alcançou o top 10 da Oricon Singles Chart. Seu single seguinte, "Traitor", foi música tema da série de TV Toro Asia e do videogame Phantasm da Sega Saturn.
Em 2000, ele fundou a banda Dope HEADz com seu colega guitarrista Pata e o ex-percussionista programador do Spread Beaver I.N.A. O trio foi criado depois dos três participarem juntos do álbum de tributo a hide. O grupo encerrou as atividades após seu segundo álbum, em 2003.Em 2004, formou uma banda chamada Lynx, com o vocalista do Der Zibet, Issay, porém não lançaram nenhuma gravação.

### 2007–2023: Reunião do X Japan

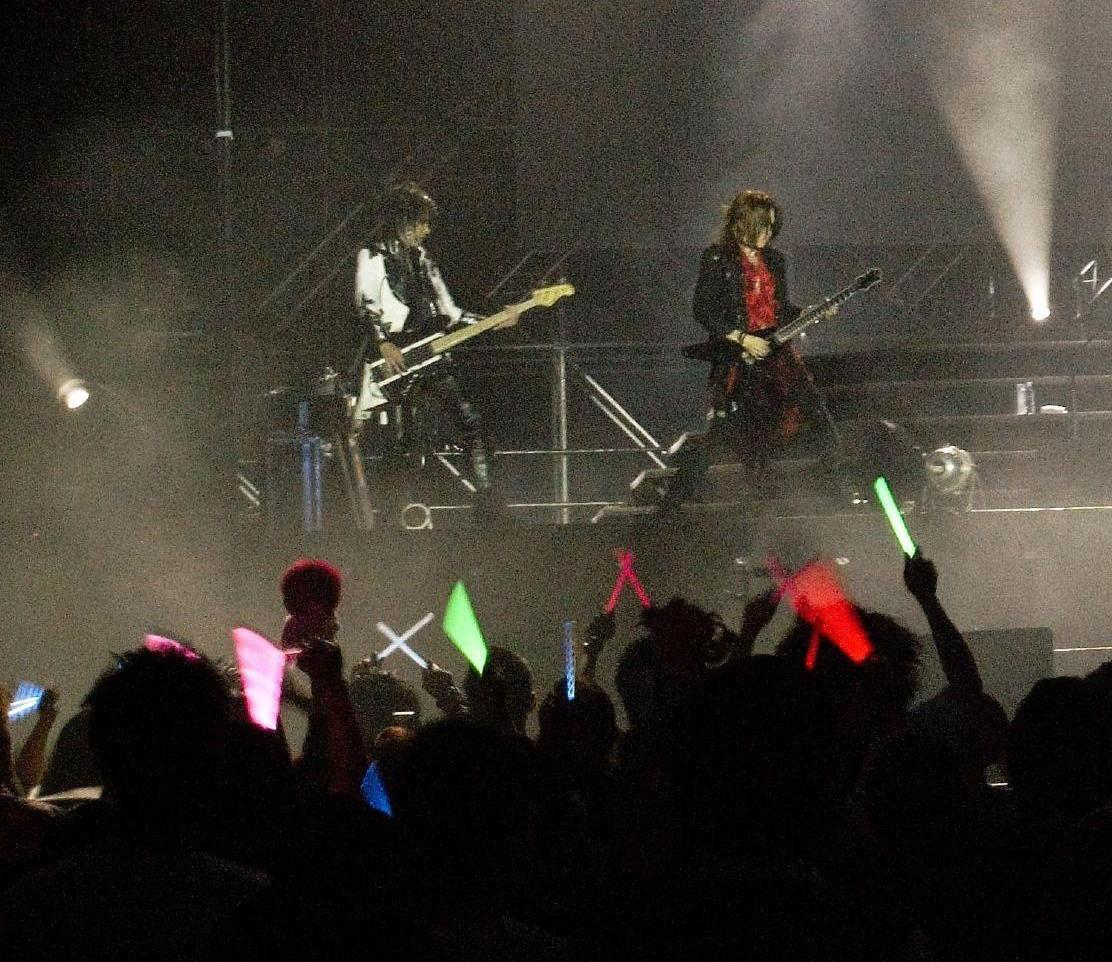
Heath (esquerda) e Sugizo (direita) em Hong Kong, 2009.

De acordo com uma reportagem do jornal Sponichi, o vocalista do X Japan, Toshi, visitou o baterista Yoshiki em Los Angeles em novembro de 2006 para trabalhar em uma música em homenagem a hide. Em março de 2007, Toshi anunciou em seu site que ele e Yoshiki haviam retomado recentemente o trabalho conjunto, afirmando que um "novo projeto" começaria em breve. Rumores de uma reunião do X Japan começaram posteriormente, e em junho foi relatado que Yoshiki havia manifestado interesse em uma turnê do grupo e que estava conversando com Heath e Pata sobre sua participação. Em 22 de outubro de 2007, o X Japan anunciou sua reunião e lançou a música tema de Saw IV, "I.V.".
Em meados de março de 2009, foi noticiado que Heath estava tendo problemas com sua agência de gerenciamento pessoal, que os shows do X Japan na Coreia do Sul nos dias 21 e 22 seriam cancelados consequentemente e que o baixista poderia deixar a banda. Em 20 de abril, a oferta de Heath de se retirar do X Japan foi confirmada à Sankei Sports, mas não foi aceita pelo líder da banda Yoshiki. Um dia antes dos shows no Tokyo Dome em maio de 2009, Heath explicou que estava questionando quem ele era como artista, mas decidiu permanecer na banda depois de conversar com Yoshiki.
Em 2010, o X Japan fez sua primeira turnê norte-americana de 25 de setembro a 10 de outubro. A primeira turnê mundial da banda começou com quatro shows na Europa, de 28 de junho a 4 de julho de 2011, e foi retomada de setembro a outubro com cinco shows na América do Sul e cinco na Ásia.
Em resposta ao terremoto e tsunami Tōhoku de 2011 que ocorreu no Japão em 11 de março, Heath apoiou o vocalista do X Japan, Toshi, em oito shows em todo o oeste do Japão. Todos os shows foram acústicos em apoio aos esforços nacionais de conservação de energia e além disso contaram com Shinya do Luna Sea e a Orquestra Ensemble Kanazawa. Todos os rendimentos foram doados à Cruz Vermelha Japonesa para ajudar as vítimas.
Em 29 de novembro de 2022, Heath se apresentou no show de 25º aniversário de carreira de seu colega de banda do X Japan, Sugizo, que foi realizado no Zepp Haneda em 29 de novembro de 2022. Ele tocou baixo durante "Enola Gay Reloaded", "Misogi" e "Tell Me Why?". No ano seguinte, ele compareceu no evento Evening/Breakfast with Yoshiki 2023 in Tokyo Japan Sekaiichi Gōkana Dinner Show em 20 de agosto, onde tocou "Rusty Nail" no baixo com Yoshiki no piano. Acabou sendo sua última apresentação pública devido à sua morte dois meses depois.

## Morte
Heath morreu de câncer colorretal em 29 de outubro de 2023, aos 55 anos. Sua morte, assim como sua doença, foram revelados em 7 de novembro após um conhecido contar à revista Josei Seven. Foi relatado que músico se sentia mal desde o início do ano e que quando foi ao médico, em junho, foi diagnosticado com câncer já em fase avançada. Ele faleceu sem ter tido tempo para notificar seus companheiros do X Japan sobre sua condição. Em 11 de novembro, o X Japan fez um anúncio oficial sobre o falecimento de Heath, dando mais detalhes sobre o ocorrido. Eles contaram que sua morte foi revelada mais cedo que o desejado pela família; o anúncio deveria ser feito apenas no meio de novembro. O funeral foi realizado apenas com familiares próximos. Além disso, a banda fará um show memorial no futuro, a pedido do próprio Heath. Yoshiki cancelou sua presença no 37° Award of Honour em São Francisco para retornar ao Japão com urgência após saber da notícia.

## Discografia

### Solo
Álbuns
- Heath (22 de fevereiro de 1995)
- Gang Age Cubist (10 de junho de 1998) posição de pico na Oricon: #43[25]
- Desert Rain (16 de julho de 2006)

Singles
- "Meikyuu no Lovers" (迷宮のラヴァーズ, 7 de outubro de 1996) #10[5]
- "Traitor" (19 de fevereiro de 1997) #35[5]
- "Crack Yourself" (22 de abril de 1998) #76[5]
- "New Skin" (2005)
- "Come to Daddy" (2005)
- "The Live" (2005)
- "Solid" (25 de agosto de 2006)
- "Sweet Blood" (novembro de 2009, distribuído no evento do fã-clube Sweet Vibration)

### Com Dope HEADz
- "Glow" (21 de fevereiro de 2001) #35[26]
- "True Lies" (25 de abril de 2001) #35[26]
- Primitive Impulse (6 de junho de 2001) #20[27]
- Planet of the Dope (24 de julho de 2002) #59[27]

### Com X Japan
- Art of Life (25 de agosto de 1993)
- Dahlia (4 de novembro de 1996)

### Outros trabalhos
- Hide Tribute Spirits (Vários artistas, 1 de maio de 1999, "Celebration")
- "Red Swan" (Yoshiki com Hyde, 3 de outubro de 2018, como baixista convidado)